# 姜滨
姜滨（1966年—），山东威海人，中华人民共和国企业家，现任歌尔声学董事长。

## 生平
北京航空航天大學學士，清華大學高级工商管理碩士。目前担任潍坊市第十五届人民代表大会常务委员会委员、中国电子元件行业协会轮值理事长、山东上市公司协会副会长。2016年5月姜滨被評為山東首富。另外歌尔声学涉足的產業有电子、地產等。
2014年4月21日，福布斯中文版发布华人富豪榜，姜滨以37亿美元身家排名华人富豪第56位、全球富豪第408位，居山东富豪之首。